# کوین گیج (بازیکن فوتبال)
کوین گیج (انگلیسی: Kevin Gage؛ زادهٔ ۲۱ آوریل ۱۹۶۴) بازیکن فوتبال اهل بریتانیا است.
از باشگاه‌هایی که در آن بازی کرده‌است می‌توان به باشگاه فوتبال پرستون نورث اند، باشگاه فوتبال هال سیتی، باشگاه فوتبال استون ویلا، باشگاه فوتبال شفیلد یونایتد و باشگاه فوتبال ویمبلدون اشاره کرد.